# P. J. Dozier
Perry Linnard "P.J." Dozier Jr. (Columbia, Carolina del Sur, 25 de octubre de 1996) es un baloncestista estadounidense que pertenece a la plantilla del Anadolu Efes S.K. de la BSL turca. Con 1,98 metros de estatura, juega en la posición de escolta. Es sobrino del que fuera también jugador profesional Terry Dozier.

## Trayectoria deportiva

### High School
Jugó en el Spring Valley de su localidad natal durante cuatro temporadas, promediando en la última de ellas 19 puntos y 6 asistencias. Fue elegido para participar en el prestigioso McDonald's All-American Game, donde logró 14 puntos.

### Universidad
Jugó dos temporadas con los Gamecocks de la Universidad de Carolina del Sur, en las que promedió 10,4 puntos, 3,9 rebotes, 2,4 asistencias y 1,3 robos de balón por partido. En su última temporada fue incluido en el mejor quinteto de la Región Este en el Torneo de la NCAA, donde alcanzaron la Final Four. En las semifinales, donde perdieron con Gonzaga, fue el máximo anotador de su equipo con 17 puntos.
Al término de su segunda temporada se declaró elegible para el draft de la NBA, renunciando a los dos años de carrera que le faltaban.

#### Estadísticas
| Año     | Equipo         | PJ | PT | MPP  | %TC  | %3P  | %TL  | RPP | APP | ROB | TPP | PPP  |
| ------- | -------------- | -- | -- | ---- | ---- | ---- | ---- | --- | --- | --- | --- | ---- |
| 2015–16 | South Carolina | 34 | 28 | 19.0 | .381 | .213 | .544 | 3.0 | 2.1 | 1.0 | .4  | 6.7  |
| 2016–17 | South Carolina | 36 | 36 | 28.7 | .398 | .277 | .597 | 4.8 | 2.8 | 1.7 | .3  | 13.9 |
| Total   | Total          | 70 | 64 | 24.0 | .398 | .277 | .579 | 3.9 | 2.4 | 1.3 | .3  | 10.4 |

### Profesional

#### NBA y G-League
Tras no ser elegido en el Draft de la NBA de 2017, fue invitado por Los Angeles Lakers a participar en las Ligas de Verano de la NBA, en las que jugó dos partidos, promediando 1,0 puntos y 1,5 rebotes. En el mes de agosto firmó contrato con los Dallas Mavericks. Fue cortado en octubre, para poco después formar un contrato dual con Oklahoma City Thunder y su filial Oklahoma City Blue. Dozier debutó en la NBA, el 8 de febrero de 2018, frente a Los Angeles Lakers. Pero únicamente disputaría dos partidos esa temporada con el primer equipo.
El 21 de agosto de 2018, Dozier firmó un contrato de dos vías con Boston Celtics, para poder jugar también con los Maine Red Claws de la G League. En febrero de 2019, Dozier fue elegido para el All-NBA G League team, el equivalente al All-Star de la NBA. El 30 de junio de 2019, tras seis partidos, los Celtics declinan extender su contrato, por lo que se convierte en agente libre.
El 4 de julio, fue inscrito en la NBA Summer League con los Philadelphia 76ers.
El 12 de agosto de 2019, Dozier firma un contrato de un año con Denver Nuggets. Pero en noviembre fue asignado a los Windy City Bulls de la NBA G League con un contrato dual. Debutó con los Nuggets el 15 de enero, anotando 12 puntos. Al término de la temporada, firma un contrato estándar multianual con el primer equipo.
Durante su tercera temporada en Denver, el 23 de noviembre de 2021 ante Portland Trail Blazers, se rompe el ligamento cruzado anterior izquierdo de la rodilla. Al día siguiente, se confirma que se perderá toda la temporada. El 18 de enero de 2022 es traspasado a Boston Celtics en un acuerdo a tres bandas. Sin llegar a debutar, el 10 de febrero es traspasado junto a Bol Bol a Orlando Magic. En Orlando tampoco llega a debutar y se convierte en agente libre.
En septiembre de 2022 firma un contrato con Minnesota Timberwolves. Pero el 2 de noviembre, sin llegar a debutar, es asignado al filial de la G League, los Iowa Wolves. El 9 de enero de 2023 firma un contrato de 10 días con Sacramento Kings. El 19 de enero firma un nuevo contrato de 10 días, y a su término, tras ser descartado y regresar brevemente a la disciplina de los Iowa Wolves, el 25 de febrero firma hasta final de temporada con los Kings.

#### Europa
El 12 de agosto de 2023 firma un contrato de un año con el KK Partizan de la ABA Liga y la Euroliga.

#### Regreso a la NBA
Tras un año en Serbia, el 3 de julio de 2024, regresa a la NBA firmando por una temporada con Minnesota Timberwolves. Fue despedido el 28 de diciembre, tras aparecer tan solo en nueve partidos.

#### De vuelta en Europa
El 8 de enero de 2025 fichó por el Anadolu Efes S.K. de la BSL turca.

## Estadísticas de su carrera en la NBA

### Temporada regular
| Año     | Equipo        | PJ  | PT | MPP  | %TC  | %3P  | %TL  | RPP | APP | ROB | TPP | PPP |
| ------- | ------------- | --- | -- | ---- | ---- | ---- | ---- | --- | --- | --- | --- | --- |
| 2017-18 | Oklahoma City | 2   | 0  | 1.5  | .500 | –    | –    | .5  | .0  | .0  | .0  | 1.0 |
| 2018-19 | Boston        | 6   | 0  | 8.5  | .381 | .250 | .500 | 2.8 | .8  | .3  | .0  | 3.2 |
| 2019-20 | Denver        | 29  | 0  | 14.2 | .414 | .347 | .724 | 1.9 | 2.2 | .5  | .2  | 5.8 |
| 2020-21 | Denver        | 50  | 6  | 21.8 | .417 | .315 | .636 | 3.6 | 1.8 | .6  | .4  | 7.7 |
| 2021-22 | Denver        | 18  | 0  | 18.9 | .364 | .313 | .769 | 3.5 | 1.6 | .6  | .3  | 5.4 |
| 2022-23 | Sacramento    | 16  | 0  | 4.9  | .303 | .125 | —    | .9  | .6  | .4  | .1  | 1.4 |
| 2024-25 | Minnesota     | 9   | 0  | 3.9  | .667 | .667 | .167 | .1  | .1  | .0  | .1  | .8  |
| Total   | Total         | 130 | 6  | 15.4 | .403 | .311 | .647 | 2.6 | 1.6 | .5  | .3  | 5.4 |

### Playoffs
| Año   | Equipo     | PJ | PT | MPP  | %TC  | %3P  | %TL  | RPP | APP | ROB | TPP | PPP |
| ----- | ---------- | -- | -- | ---- | ---- | ---- | ---- | --- | --- | --- | --- | --- |
| 2020  | Denver     | 12 | 0  | 10.4 | .424 | .250 | .571 | 1.5 | 1.0 | .2  | .2  | 3.2 |
| 2023  | Sacramento | 3  | 0  | 2.0  | .500 | .500 | –    | .7  | .0  | .0  | .0  | 2.7 |
| Total | Total      | 15 | 0  | 8.7  | .436 | .333 | .571 | 1.3 | .8  | .1  | .1  | 3.1 |